# Jurij Mihajlovics Pojarkov
Jurij Mihajlovics Pojarkov (Harkov, 1937. február 10. – Harkiv, 2017. február 10.) kétszeres olimpiai bajnok szovjet válogatott ukrán röplabdázó.

## Pályafutása
Az 1964-es tokiói és az 1968-as mexikóvárosi olimpián aranyérmes lett a válogatottal. Az 1972-es müncheni olimpián bronzérmet szerzett a csapattal.

## Sikerei, díjai
- Olimpiai játékok
  - aranyérmes: 1964, Tokió, 1968, Mexikóváros
  - bronzérmes: 1972, München
- Világbajnokság
  - aranyérmes: 1960, Brazília, 1962, Szovjetunió
  - bronzérmes: 1966, Csehszlovákia
- Európa-bajnokság
  - aranyérmes: 1967, Törökország, 1971, Olaszország
  - bronzérmes: 1963, Románia